# Passé le Rio Grande
Albums de Alain Bashung
Live Tour 85
(1985) Novice
(1989)
Singles
1. S.O.S. Amor
Sortie : 1984
2. L'Arrivée du tour
Sortie : 1986
3. Malédiction
Sortie : 1986

Passé le Rio Grande... est le sixième album studio de Alain Bashung, paru en 1986 chez Barclay. 

## Historique
À la suite des échecs commerciaux de ses deux derniers albums, Play blessures (1982) et Figure imposée (1983), Alain Bashung tente de renouer avec le succès. Il publie ainsi en 1984 le single S.O.S. Amor, qui obtient un succès commercial et lui permet de relancer sa carrière. Il effectue ainsi l’année suivante une tournée, dont est issu le disque Live Tour 85, qui est aussi un succès critique et commercial. 
C'est dans ce contexte qu'il publie ce nouvel opus, dans lequel il retrouve son parolier fétiche, Boris Bergman, et qui contient notamment les singles L'Arrivée du tour et Malédiction. 
Cet album est considéré comme un album-clé. Inspiré par le mythe du rock 'n' roll (« Helvète Underground », « Douane Eddy »), ce disque qui l'établit comme une personnalité majeure du rock français, signale également son retour au sommet des ventes avec L'Arrivée du tour et lui vaut la Victoire de la musique de l'album rock de l'année. Sa musique s'exporte au Canada ou en Égypte où Bashung se produit au détour d'une tournée en outremer. 
Norman Watt-Roy, bassiste notamment de Ian Dury, y joue de la basse.
La couverture du CD est de l'illustrateur Beb-Deum.

## Liste des titres
Toutes les chansons sont écrites et composées par Boris Bergman / Alain Bashung, sauf mention contraire.
| No  | Titre               | Auteur | Durée |
| --- | ------------------- | ------ | ----- |
| 1.  | Helvète Underground |        | 3:39  |
| 2.  | Camping jazz        |        | 3:46  |
| 3.  | Dean Martin         |        | 4:19  |
| 4.  | Douane Eddy         |        | 3:11  |
| 5.  | Malédiction         |        | 3:38  |
| 6.  | L'Arrivée du Tour   |        | 4:01  |
| 7.  | Herr Major          |        | 3:29  |
| 8.  | Milady              |        | 3:12  |
| 9.  | Rognons 1515        |        | 3:53  |
| 10. | Chat                |        | 2:40  |

| 11. | L'Arrivée du Tour (remix) | 6:14 |

| 12. | SOS Amor                  | Alain Bashung - Didier Golemanas / Alain Bashung | 4:04 |
| 13. | Tu touches pas à mon pote |                                                  | 4:12 |
| 14. | Les Européennes           | Alain Bashung - Didier Golemanas / Alain Bashung | 4:12 |

## Réception critique et publique
Passé le Rio Grande... obtient la Victoire de l'album rock de l'année aux Victoires de la musique 1986.